# Gestion des leads
 (février 2025).
Si vous disposez d'ouvrages ou d'articles de référence ou si vous connaissez des sites web de qualité traitant du thème abordé ici, merci de compléter l'article en donnant les références utiles à sa vérifiabilité et en les liant à la section « Notes et références ».
 (février 2025).
La mise en forme du texte ne suit pas les recommandations de Wikipédia : il faut le « wikifier ».
Les points d'amélioration suivants sont les cas les plus fréquents. Le détail des points à revoir est peut-être précisé sur la page de discussion.
- Les titres sont pré-formatés par le logiciel. Ils ne sont ni en capitales, ni en gras.
- Le texte ne doit pas être écrit en capitales (les noms de famille non plus), ni en gras, ni en italique, ni en « petit »…
- Le gras n'est utilisé que pour surligner le titre de l'article dans l'introduction, une seule fois.
- L'italique est rarement utilisé : mots en langue étrangère, titres d'œuvres, noms de bateaux, etc.
- Les citations ne sont pas en italique mais en corps de texte normal. Elles sont entourées par des guillemets français : « et ».
- Les listes à puces sont à éviter, des paragraphes rédigés étant largement préférés. Les tableaux sont à réserver à la présentation de données structurées (résultats, etc.).
- Les appels de note de bas de page (petits chiffres en exposant, introduits par l'outil «  Source ») sont à placer entre la fin de phrase et le point final[comme ça].
- Les liens internes (vers d'autres articles de Wikipédia) sont à choisir avec parcimonie. Créez des liens vers des articles approfondissant le sujet. Les termes génériques sans rapport avec le sujet sont à éviter, ainsi que les répétitions de liens vers un même terme.
- Les liens externes sont à placer uniquement dans une section « Liens externes », à la fin de l'article. Ces liens sont à choisir avec parcimonie suivant les règles définies. Si un lien sert de source à l'article, son insertion dans le texte est à faire par les notes de bas de page.
- La présentation des références doit suivre les conventions bibliographiques. Il est recommandé d'utiliser les modèles {{Ouvrage}}, {{Chapitre}}, {{Article}}, {{Lien web}} et/ou {{Bibliographie}}. Le mode d'édition visuel peut mettre en forme automatiquement les références.
- Insérer une infobox (cadre d'informations à droite) n'est pas obligatoire pour parachever la mise en page.

Pour une aide détaillée, merci de consulter Aide:Wikification.
Si vous pensez que ces points ont été résolus, vous pouvez retirer ce bandeau et améliorer la mise en forme d'un autre article.
 (février 2025).
 (février 2025).
La gestion des leads regroupe des méthodes, systèmes et pratiques visant à attirer de nouveaux clients potentiels, généralement par le biais de campagnes ou programmes marketing. Elle permet de faire le lien entre la publicité d’une entreprise et les réponses des consommateurs. Ces processus s’appliquent aux stratégies B2B et B2C. La gestion des leads précède souvent la gestion des ventes, la gestion de la relation client et l’expérience client. Elle contribue à la rentabilité en attirant de nouveaux clients, en fidélisant les clients existants et en développant une marque. Ce processus est aussi appelé gestion de l’acquisition client.
Les principes de la gestion des leads permettent de structurer la gestion des demandes commerciales, souvent appelées "leads". Ce processus organise les données à travers les différentes étapes du parcours de vente et au sein d'une équipe de vente répartie. Avec l'essor d'Internet et des technologies d'information, ce processus s'est rapidement orienté vers l'automatisation, les entreprises transférant une grande partie du travail manuel vers des systèmes automatisés. Cependant, l'interaction personnelle avec les demandes de prospects reste cruciale pour réussir.
En complément du marketing, du développement de marque, de la publicité et des ventes, une gestion efficace des leads vise à générer de nouveaux revenus, accroître la visibilité et améliorer la perception des clients potentiels ainsi que du grand public pour favoriser le développement de l’entreprise.
Bien que simple en apparence, le processus de gestion des leads peut devenir complexe en raison des interactions entre clients, prospects et équipes commerciales. Ces échanges et les actions qui en découlent peuvent mener à des résultats variés, favorisant ou freinant le développement commercial. La multiplication des scénarios possibles peut entraîner des erreurs dans le traitement des demandes, réduisant ou annulant leur valeur potentielle. Gérer efficacement ces situations est le rôle de la gestion des leads et la raison d’être des logiciels d’automatisation marketing.

## Architecture de gestion des leads

### Génération de leads
La génération de leads peut faire appel à de nombreuses technologies et méthodes marketing. Quel que soit le moyen utilisé, elle repose sur un principe simple : attirer l’intérêt d’un consommateur, recueillir suffisamment de données pour évaluer et classer son niveau d’intérêt, puis le contacter. Le but de nourrir le pipeline avec des contacts qui correspondent au profil du client idéal (ICP).

### Acquisition et distribution de leads
L’acquisition de leads est la première étape, et sans doute la plus critique, du processus de gestion des leads. Malgré des milliards dépensés en publicité, la valeur de ces investissements est souvent réduite par un manque de collecte ou de distribution des informations issues des réponses des prospects. L’efficacité de cette étape repose sur des théories de réponse des consommateurs, mettant en avant l’importance de la pertinence et de la réactivité de l’expérience client pour convertir un prospect en client. Une fois le lead acquis, la rapidité, la précision et la pertinence de la réponse influencent fortement sa décision d’achat.
Un exemple concret de ce processus est l’utilisation d’Internet, du marketing en ligne et de l’analyse web pour générer des leads de manière efficace. Les consommateurs recherchent des produits et services en ligne avant tout pour gagner du temps et par souci de commodité. Ils s’attendent donc à une réponse rapide et pertinente à leurs demandes. Si la collecte et la distribution des données issues de leur requête ne sont pas efficaces, l’expérience client sera négative. Une absence de réponse, une réponse inadaptée, trop rapide ou trop tardive peut avoir un impact négatif sur l’attitude et le comportement du consommateur.
Pour ce canal spécifique, l’architecture d’acquisition de leads repose généralement sur un formulaire en ligne pour collecter les données des consommateurs, une base de données pour stocker ces informations de façon temporaire ou permanente, et une application logicielle pour les distribuer aux niveaux appropriés.
L’architecture de distribution varie en fonction de l’objectif de la génération de leads. Lorsqu’un lead est collecté pour être revendu à une autre organisation, un système de sélection des acheteurs est généralement mis en place, suivi d’une transmission des données par divers moyens tels que XML, paires nom-valeur, fax, email ou téléphone. Lorsqu’une entreprise génère des leads pour son propre usage, la distribution peut être plus simple, consistant en une page web affichant les informations du lead ou un email automatique envoyé depuis le formulaire en ligne.

### Opérations de processus de marketing et de vente
Une fois les informations des leads collectées et distribuées, elles sont transférées au service marketing et/ou à l’équipe de gestion des ventes, qui poursuivra la gestion des leads pour finaliser la vente. Les pratiques de gestion des leads doivent assurer une connexion et une responsabilité efficaces entre ces deux unités opérationnelles. Lorsqu'elles sont bien gérées, elles améliorent l'efficacité des deux opérations.
La relation architecturale est similaire au carrousel de commande dans un diner rapide. Ce carrousel représente la communication et la responsabilité entre le serveur et le cuisinier. Sans cette coordination simple, les commandes seraient perdues, préparées incorrectement ou dans un ordre aléatoire, ne répondant pas aux attentes du client.
Pour les équipes de gestion ayant une solide base en gestion des leads, le processus devrait améliorer l'efficacité et la responsabilité entre les activités marketing et commerciales. Comme mentionné précédemment, la base technologique croissante des pratiques de gestion des leads et des ventes offre plusieurs circuits de données « en boucle fermée », permettant de suivre l’efficacité globale de chaque étape, de la génération des leads à leur priorisation, distribution, traitement final, et enfin, de revenir pour réajuster le processus.
Pour le marketing, cette partie de l’architecture gère principalement l’analyse de la génération, de la distribution et du traitement des leads. Pour les ventes, l'architecture offre une méthode rapide et précise de distribution, en plus d’améliorer les processus de gestion et de responsabilité des activités commerciales.

### Communications
Le cœur du processus de gestion des leads, une fois les architectures mises en place, est la communication. Des principes de gestion des leads efficaces nécessitent une communication intensive et précise, tant en interne au sein des organisations qu’en externe avec les demandes de leads.
Les fonctions de communication doivent inclure une collecte intelligente des informations des demandes et fournir les moyens appropriés pour des méthodes de contact direct telles que le téléphone, l'email ou d'autres formes de communication. En plus de ces méthodes directes, les technologies permettent désormais aux systèmes marketing d’effectuer des activités de nurturing (accompagnement) des leads via des systèmes d’automatisation, tels que des listes d’emails opt-in, des systèmes de numérotation automatique, ou des listes de diffusion pour accroître la visibilité, répondre aux besoins des clients et augmenter la visibilité de la marque. Dans de nombreux cas, surtout lorsque les leads ne sont pas prêts à travailler immédiatement avec les entreprises, il est essentiel de maintenir une communication continue pour accompagner le lead vers des ventes futures, et les pratiques efficaces de gestion des leads incluent ces méthodes.

### Analytique
L'architecture analytique est la dernière étape et, une fois les autres architectures en place, elle représente la pièce la plus cruciale d'un système de gestion des leads efficace. Cette partie de l'architecture permet l'examen dynamique et l'analyse des actions des leads, des canaux marketing et des performances des ventes. Ce type de logiciel est appelé attribution marketing.
Lorsque des fournisseurs de grande taille travaillent avec des organisations partenaires telles que des distributeurs, des revendeurs, des courtiers et d'autres partenaires canaux, ces fournisseurs distribuent souvent des leads à leurs partenaires respectifs pour offrir un contact local aux prospects et également "nourrir" les partenaires avec de nouvelles opportunités commerciales. Aujourd'hui, il existe deux méthodes principales pour distribuer les leads de vente aux partenaires : Push (pousser) ou Pull (tirer).

## Optimiser la gestion des leads
Lorsque de grands fournisseurs collaborent avec des organisations partenaires telles que des distributeurs, des revendeurs, des courtiers et d'autres partenaires canaux, ces fournisseurs distribuent souvent des leads à leurs partenaires respectifs pour offrir un contact local aux prospects et aussi "nourrir" les partenaires avec de nouvelles opportunités commerciales. Aujourd'hui, il existe deux méthodes principales pour distribuer des leads de vente aux partenaires : Push (pousser) ou Pull (tirer).
Push
La méthode "push" consiste à envoyer des leads à des partenaires spécifiques, en supposant que ces partenaires suivront et travailleront sur ces leads. Le défi de la méthode "push" réside dans le fait que le personnel de vente local peut ne pas être en mesure de s'engager immédiatement, pour diverses raisons, comme le fait qu'ils soient en vacances.
Pull
La méthode "pull" a été conçue pour inciter le personnel de vente à "tirer" des leads d'un système disponible en ligne, les attribuant ainsi à une personne spécifique au moment où ils sont engagés.

## Fonctionnalité technique

### Acquisition de leads
La fonctionnalité d'acquisition de leads doit faciliter l'intégration rapide et efficace des données dans le système de gestion des leads. Elle doit être compatible avec différents canaux marketing et méthodes de collecte des informations. Voici quelques exemples :
- Transfert électronique de données

Cette fonction d'acquisition peut inclure le transfert de données de leads discrètes via des technologies telles que les paires nom-valeur, XML, RSS, HTTP POST et FTP. Ces technologies peuvent être utilisées en combinaison avec le site web de l'organisation ou un fournisseur de leads tiers. Souvent, les fournisseurs de leads livrent les leads via un email standard. Ces leads peuvent être capturés électroniquement en analysant l'email, puis en soumettant le lead en utilisant l'une des méthodes décrites ci-dessus.
- Importations par lots

Cette fonction d'acquisition permet l'importation de données de plusieurs leads via des technologies comme Microsoft Excel, CSV ou d'autres formats par lots. Elle est utilisée pour récupérer des leads stockés dans d'autres systèmes, provenant de listes ou d'autres sources en grande quantité.
- Formulaires Web à candidature rapide

Cette fonction d'acquisition a la possibilité d'inclure des pages de destination web ou des interfaces de vente, permettant de recueillir des données de leads via une saisie manuelle dans un formulaire.

### Filtrage et évaluation des leads
Aujourd'hui, chaque entreprise doit suivre toutes les demandes et les leads de vente générés. Il existe de nombreuses sources à partir desquelles différents leads sont générés. Pour de nombreuses organisations, il est très difficile de gérer les demandes et le suivi de ces leads, et surtout de connaître le taux de conversion des sources des différents leads de vente. Un bon système de gestion des demandes permet de gagner beaucoup de temps et d'efforts, ce qui permet également de réduire les heures de travail pour l'entreprise. La plupart des systèmes de gestion des leads disposeront d'une méthodologie intelligente pour filtrer et évaluer les données des leads afin de les classer de manière utile. Il existe de nombreuses façons d'accomplir ce processus, et certaines peuvent être spécifiques à des secteurs d'activité. Voici une liste suggérée de fonctions possibles :
- Vérification des données (c'est-à-dire numéros de téléphone, codes postaux, nettoyage des adresses)
- Intelligence de l'appareil (c'est-à-dire empreinte digitale de l'appareil, détection de proxy botnet, véritable géolocalisation, véritable détection d'IP)
- Lead "nurturing"[5]
- Contrôle des fraudes
- Ajout de données (par exemple, ajout de données tierces telles que le crédit, les préférences, l'historique des achats)
- Notation/Score des prospects
- Priorisation